# Arkéa–B&B Hotels
Arkéa–B&B Hotels (UCI Team Code: ARK) — французская  профессиональная шоссейная велокоманда имеющая статус UCI Professional Continental team.

## История
Основана в 2005 году в городе Рене французского региона Бретань. В 2005-2010 годах континентальная команда UCI. С 2011 года имеет статус проконтинентальной команды UCI. 
С 2014 года команда получает приглашение для участия в Гранд-туре Тур де Франс.
По мнению директора Тур де Франс Кристиана Прюдомма, команда воспользовалась предоставленным ей в 2014 году шансом: "Мы благодарны им за то, что они атаковали каждый день и финишировали на Тур де Франс в полном составе с девятью гонщиками".
В 2015 году гонщик команды Эдуардо Сепульведа был дисквалифицирован на Тур де Франс 2015 за нарушение правил на 14-м этапе. Во время гонки при прохождении подъёма за 23 км до финиша он проехал 100 метров  в техничке команды AG2R La Mondiale.
В 2018 году команда гарантировала себе приглашение на Тур де Франс 2018 , подписав трёхлетний контракт с Горным королём Тур де Франс 2017 Вараном Баргием, который помимо победы в горной классификации выиграл два этапа Большой Петли. К команде также присоединился Амаэль Муанар, ранее выступавший за команду Мирового тура UCI BMC Racing Team.
Команда использует велосипеды следующих производителей:  MBK (2009), EXS (2010), KTM (2011-2013), Kemo (2014), Look (2015-2018), BH (с 2018).

## Известные гонщики команды
- Сирил Готье (2007-2008)
- Жоан Ле Бон (07.2009-2012)
- Эдуардо Сепульведа (2013-2017)
- Евгений Гутарович (2015-2016)
- Пьерик Федриго (2015-2016)
- Уоррен Баргиль (2018-)
- Насер Буханни (2020-)
- Наиро Кинтана (2020-)

## Состав и победы

### Текущий сезон 2024
Состав
| Состав 2024                   | Состав 2024      | Состав 2024                               | Состав 2024 |
| Гонщик                        | Дата рождения    | Предыдущая команда                        |             |
| ----------------------------- | ---------------- | ----------------------------------------- | ----------- |
| Винченцо Альбанезе            | 12 ноября 1996   | Eolo-Kometa (2023)                        |             |
| Луи Барре                     | 6 апреля 2000    | Team U Nantes Atlantique (2022)           |             |
| Йенте Бирманс                 | 30 октября 1995  | Israel-Premier Tech (2022)                |             |
| Амори Капьё                   | 25 июня 1993     | Sport Vlaanderen-Baloise (2020)           |             |
| Клеман Шампуссен              | 29 мая 1998      | AG2R Citroën Team (2022)                  |             |
| Юэн Костиу                    | 10 ноября 2002   | Côtes d'Armor Cyclisme Marie Morin (2022) |             |
| Дэвид Деккер                  | 2 февраля 1998   | Jumbo-Visma (2022)                        |             |
| Антони Делаплас               | 11 сентября 1989 | Sojasun (2013)                            |             |
| Арно Демар                    | 26 августа 1991  | Groupama-FDJ (2023)                       |             |
| Рауль Гарсия Перна            | 23 февраля 2001  | Equipo Kern Pharma (2023)                 |             |
| Эли Жесбер                    | 1 июля 1995      | VC Pays de Loudéac (2016)                 |             |
| Донован Грондин               | 26 сентября 2000 | Vendée U Pays de la Loire (2019)          |             |
| Thibault Guernalec            | 31 июля 1997     | Pays de Dinan (2018)                      |             |
| Симон Гульельми               | 1 июля 1997      | Groupama-FDJ (2021)                       |             |
| Хёйс Лауренс                  | 24 сентября 1998 | Intermarché-Circus-Wanty (2023)           |             |
| Матис Ле Бер                  | 16 апреля 2001   | Côtes d'Armor Cyclisme Marie Morin (2022) |             |
| Кевин Ладаноис (1 янв–15 авг) | 13 июля 1993     | CC Nogent-sur-Oise (2014)                 |             |
| Матис Лоувел                  | 19 июля 1999     | VC Rouen 76 (2019)                        |             |
| Даниэль Маклэй                | 3 января 1992    | EF Education First (2019)                 |             |
| Лука Моццато                  | 15 февраля 1998  | B&B Hotels-KTM (2022)                     |             |
| Лукаш Овсян                   | 24 февраля 1990  | CCC Team (2019)                           |             |
| Мишель Рис                    | 11 марта 1998    | Trek-Segafredo (2021)                     |             |
| Алан Риу                      | 2 апреля 1997    | Pays de Dinan (2018)                      |             |
| Кристиан Родригес Мартин      | 3 марта 1995     | TotalEnergies (2022)                      |             |
| Майлз Скотсон                 | 18 января 1994   | Groupama-FDJ (2023)                       |             |
| Флориан Сенешаль              | 10 июля 1993     | Soudal Quick-Step (2023)                  |             |
| Кевин Воклен                  | 26 апреля 2001   | VC Rouen 76 (2021)                        |             |
| Клеман Вентурини              | 16 октября 1993  | AG2R Citroën Team (2023)                  |             |
| Алессандро Верре              | 17 ноября 2001   | Colpack-Ballan (2021)                     |             |
|                               |                  |                                           |             |
| Источник: ProCyclingStats     |                  |                                           |             |

Победы
| 4 фев  | Этуаль де Бессеж, 5-й этап                      | 2.1   | Кевин Воклен     |
| 13 фев | Тур Омана, 4-й этап                             | 2.Pro | Амори Капьё      |
| 15 мар | Бредене-Коксейде Классик                        | 1.Pro | Лука Моццато     |
| 29 мар | Рут Адели де Витре                              | 1.1   | Йенте Бирманс    |
| 3 апр  | Тур региона Пеи-де-ла-Луар, 2-й этап            | 2.1   | Юэн Костиу       |
| 30 июн | Тур де Франс, 2-й этап                          | 2.UWT | Кевин Воклен     |
| 23 авг | Тур Пуату - Шаранты в Новой Аквитании, 4-й этап | 2.1   | Арно Демар       |
| 11 сен | Джиро ди Тоскана                                | 1.1   | Клеман Шампуссен |
| 22 сен | Париж - Шони                                    | 1.1   | Арно Демар       |

### Другие сезоны
Состав
| Состав 2023                            | Состав 2023      | Состав 2023                               | Состав 2023 |
| Гонщик                                 | Дата рождения    | Предыдущая команда                        |             |
| -------------------------------------- | ---------------- | ----------------------------------------- | ----------- |
| Уоррен Баргиль                         | 28 октября 1991  | Team Sunweb (2017)                        |             |
| Луи Барре                              | 6 апреля 2000    | Team U Nantes Atlantique (2022)           |             |
| Йенте Бирманс                          | 30 октября 1995  | Israel-Premier Tech (2022)                |             |
| Максим Буэ                             | 3 ноября 1986    | Etixx-Quick Step (2016)                   |             |
| Насер Буханни                          | 25 июля 1990     | Cofidis, Solutions Crédits (2019)         |             |
| Амори Капьё                            | 25 июня 1993     | Sport Vlaanderen-Baloise (2020)           |             |
| Клеман Шампуссен                       | 29 мая 1998      | AG2R Citroën Team (2022)                  |             |
| Юэн Костиу                             | 10 ноября 2002   | Côtes d'Armor Cyclisme Marie Morin (2022) |             |
| Дэвид Деккер                           | 2 февраля 1998   | Jumbo-Visma (2022)                        |             |
| Антони Делаплас                        | 11 сентября 1989 | Sojasun (2013)                            |             |
| Николя Эде                             | 2 декабря 1987   | Cofidis (2021)                            |             |
| Эли Жесбер                             | 1 июля 1995      | VC Pays de Loudéac (2016)                 |             |
| Донован Грондин                        | 26 сентября 2000 | Vendée U Pays de la Loire (2019)          |             |
| Thibault Guernalec                     | 31 июля 1997     | Pays de Dinan (2018)                      |             |
| Симон Гульельми                        | 1 июля 1997      | Groupama-FDJ (2021)                       |             |
| Уго Хофстеттер                         | 13 февраля 1994  | Israel Start-Up Nation (2021)             |             |
| Матис Ле Бер                           | 16 апреля 2001   | Côtes d'Armor Cyclisme Marie Morin (2022) |             |
| Кевин Ладаноис                         | 13 июля 1993     | CC Nogent-sur-Oise (2014)                 |             |
| Матис Лоувел                           | 19 июля 1999     | VC Rouen 76 (2019)                        |             |
| Даниэль Маклэй                         | 3 января 1992    | EF Education First (2019)                 |             |
| Лукаш Овсян                            | 24 февраля 1990  | CCC Team (2019)                           |             |
| Лоран Пишон                            | 19 июля 1986     | FDJ (2016)                                |             |
| Мишель Рис                             | 11 марта 1998    | Trek-Segafredo (2021)                     |             |
| Алан Риу                               | 2 апреля 1997    | Pays de Dinan (2018)                      |             |
| Кристиан Родригес Мартин               | 3 марта 1995     | TotalEnergies (2022)                      |             |
| Клеман Руссо                           | 20 января 1995   | Probikeshop Saint-Étienne Loire (2017)    |             |
| Кевин Воклен                           | 26 апреля 2001   | VC Rouen 76 (2021)                        |             |
| Алессандро Верре                       | 17 ноября 2001   | Colpack-Ballan (2021)                     |             |
| Андрей Пономарь (1 янв–31 июл)         | 5 сентября 2002  | Drone Hopper-Androni Giocattoli (2022)    |             |
| Лука Моццато                           | 15 февраля 1998  | B&B Hotels-KTM (2022)                     |             |
| Арно Демар (1 авг–31 дек)              | 26 августа 1991  | Groupama-FDJ (2023)                       |             |
| Florian Dauphin (1 авг–31 дек, стажёр) | 6 апреля 1999    | VC Pays de Loudéac (2022)                 |             |
| Baptiste Gillet (1 авг–31 дек, стажёр) | 29 ноября 2004   |                                           |             |
| Martin Tjøtta (1 авг–31 дек, стажёр)   | 27 января 2001   | Bourg-en-Bresse Ain Cyclisme (2023)       |             |
|                                        |                  |                                           |             |
| Источник: ProCyclingStats              |                  |                                           |             |

Победы
| 10 фев | Маскат Классик                           | 1.1   | Йенте Бирманс    |
| 17 фев | Тур дю От-Вар, 1-й этап                  | 2.1   | Кевин Воклен     |
| 19 фев | Тур дю От-Вар, генеральная классификация | 2.1   | Кевин Воклен     |
| 15 апр | Тур дю Юра                               | 1.1   | Кевин Воклен     |
| 16 авг | Тур Лимузена, 2-й этап                   | 2.1   | Лука Моццато     |
| 20 авг | Арктическая гонка Норвегии, 4-й этап     | 2.Pro | Клеман Шампуссен |
| 21 сен | Тур Люксембурга, 2-й этап                | 2.Pro | Йенте Бирманс    |
| 1 окт  | Тур Вандея                               | 1.1   | Арно Демар       |
| 3 окт  | Бенш - Шиме - Бенш                       | 1.1   | Лука Моццато     |
| 5 окт  | Париж — Бурж                             | 1.1   | Арно Демар       |

## Победы
2005
Этап 3 Тур Нормандии — Стефан Петилло
Тур Бретани Генеральная классификация — Стефан Петилло
Этап 2 — Стефан Петилло
Этап 5 — Шарль Жильбер
Тур Жиронды Генеральная классификация — Шарль Жильбер
Этап 1 — Шарль Жильбер
Этап 2 Рут-дю-Сюд — Стефан Петилло
Этап 3 Букль де ля Майен — Шарль Жильбер
Тур Эна Генеральная классификация — Карл Наибо
Этап 3 — Карл Наибо
Этап 4 — Самуэль Плуинек
Этап 9 Тур де л’Авенир — Карл Наибо
2006
Этап 4 Этуаль де Бессеж — Стефан Петилло
Этап 8 Тур Нормандии — Стефан Петилло
Этап 1 Тур Бретани — Давид Ле Лай
Гран-при Плюмелека-Морбиана — Седрик Эрве
Этап 2 Букль де ля Майен — Давид Ле Лай
Этап 3 Тур Эна — Ноан Леларж
Этап 2 Тур Лимузена — Ноан Леларж
Этап 2 Гран-при Соммы — Ноан Леларж
Этап 3 Тур дю Фасо — Жан-Люк Дельпеш
Этапы 4 и 5 Тур дю Фасо — Стефан Бонсержан
2007
Этап 5 Тур Нормандии — Ноан Леларж
Этап 2 Четыре дня Дюнкерка — Пётр Зелиньский
Polymultipliée Lyonnaise — Ноан Леларж
2008
Этап 2 La Tropicale Amissa Bongo — Стефан Бонсержан
Этап 5 La Tropicale Amissa Bongo —  Жан-Люк Дельпеш
Париж — Труа — Жан-Люк Дельпеш
 Тур Нормандии Генеральная классификация — Антуан Далибард
Тур Финистера — Давид Ле Лай
Тур Бретани Генеральная классификация — Бенуа Поилвет
Этап 3 — Бенуа Поилвет
Trophée des Grimpeurs — Давид Ле Лай
Этап 1 Букль де ля Майен —Пётр Зелиньский
Этап 2 Рут-дю-Сюд — Ноан Леларж
Этап 2 Крейз Брейз Элит — Сирил Готье
2009
Circuit des Ardennes Генеральная классификация — Димитри Шампьон
Тур Финистера — Димитри Шампьон
Этап 3 Четыре дня Дюнкерка — Себастьян Дюре
 Чемпионат Франции — Групповая гонка  — Димитри Шампьон
 Крейз Брейз Элит Генеральная классификация — Антуан Далибард
Этап 1 — Димитри Шампьон
Этап 3 — Жан-Марк Бидо
2010
Этап 7 Тур Нормандии — Лоран Пишон
Этап 3b Circuit des Ardennes — Флориан Вашон
Тур Финистера — Флориан Вашон
Этап 7 Тур Бретани — Гаэль Малакарне
Этап 2 Rhône-Alpes Isère Tour — Себастьян Дюре
Boucles de l'Aulne — Жан-Люк Дельпеш
Этап 2 Circuito Montañés — Ноан Леларж
Этап 3 Circuito Montañés — Лилиан Жегу
Этап 5 Circuito Montañés — Гаэль Малакарне
Этап 1 Рут-дю-Сюд — Флориан Вашон
Этап 3 Букль де ля Майен — Жан-Люк Дельпеш
 Крейз Брейз Элит Генеральная классификация — Жоан Ле Бон
Mi-Août en Bretagne Генеральная классификация — Жан-Люк Дельпеш
2011
Этап 3 Тур Нормандии — Гийом Бло
Этап 5 Тур Нормандии — Жан-Марк Бидо
Route Adélie de Vitré  — Ренауд Дион
Этап 3b Circuit des Ardennes — Флориан Вашон
Этап 1 Букль де ля Майен — Эрик Берту
 Крейз Брейз Элит Генеральная классификация — Лоран Пишон
Гран-при Фурми  — Гийом Бло
2012
Этап 1 Тур дю От-Вар — Роман Арди
Париж — Труа  — Жан-Марк Бидо
Классик Луар-Атлантик  — Флориан Вашон
Этап 6 Тур Нормандии — Жан-Марк Бидо
Этап 1 Критериум Интернациональ — Флориан Вашон
Val d'Ille U Classic 35  — Эрик Берту
Этап 2 Тур Бретани — Эрик Берту
Ronde de l'Oise Генеральная классификация — Жан-Люк Дельпеш
Этап 4 — Жан-Люк Дельпеш
Букль де ля Майен Генеральная классификация — Лоран Пишон
Париж — Бурж  — Флориан Вашон
2013
Париж — Труа  — Жан-Марк Бидо
Этап 7 Тур Бретани — Пьер-Люк Перишон
Этап 3 Крейз Брейз Элит — Эрван Корбель
Этап 2 Tour du Gévaudan Languedoc-Roussillon — Себастьян Дюре
2014
Classic Sud-Ardèche  — Флориан Вашон
Этап 6 Тур Нормандии — Бено Жаррье
Этап 1 Ronde de l'Oise — Ромен Фейлу
Этап 1 Букль де ля Майен — Арминдо Фонсека
Tour du Jura  — Кевин Ладаноис
Тур Вандеи  — Арминдо Фонсека
2015
Этап 3 La Tropicale Amissa Bongo — Даниэль Маклэй
Этапы 5, 7 и 8 La Tropicale Amissa Bongo — Евгений Гутарович
Classic Sud-Ardèche  — Эдуардо Сепульведа
Гран-при Шоле - Земли Луары  — Пьерик Федриго
Route Adélie de Vitré  — Ромен Фейлу
Этап 1 Тур Пуату — Шаранты — Арно Жерард
Tour du Doubs  — Эдуардо Сепульведа
2016
Этап 4 Тур Сан-Луиса — Эдуардо Сепульведа
Этап 7 La Tropicale Amissa Bongo — Евгений Гутарович
Гран-при Денена  — Даниэль Маклэй
Этапs 2 и 5 Тур Бретани — Борис Валле
Гран-при Соммы  — Даниэль Маклэй
Этап 3 Ronde de l'Oise — Борис Валле
Этап 3 Tour de Savoie Mont Blanc — Пьер-Люк Перишон
2017
Trofeo Playa de Palma  — Даниэль Маклэй
Классик Луар-Атлантик  — Лоран Пишон
 Тур Нормандии Генеральная классификация — Антони Делаплас
Этап 1 — Антони Делаплас
Этап 1а Международная неделя Коппи и Бартали — Лоран Пишон
Route Adélie de Vitré  — Лоран Пишон
2018
Этап 3 Tour de Savoie Mont Blanc — Максим Буэ